# Чандпур-Садар
Чандпур-Садар (англ. Chandpur Sadar, бенг. চাঁদপুর সদর) — упазіла та місто (Чандпур) в Бангладеш, розташоване у місці впадіння Падми (головного рукаву Гангу) до Меґхни в дельті Гангу, адміністративний центр округу Чандпур.